# Gladiolus cunonius
Gladiolus cunonius là một loài thực vật có hoa trong họ Diên vĩ. Loài này được (L.) Gaertn. miêu tả khoa học đầu tiên năm 1788.